# Il buco - Capitolo 2
Il buco - Capitolo 2 (El hoyo 2) è un film del 2024 diretto da Galder Gaztelu-Urrutia, prequel del film Il buco del 2019.

## Trama
Il film narra gli eventi avvenuti circa un anno prima rispetto a quelli che vediamo in Il buco.
I nostri protagonisti (Perempuan e  Zamiatin) sono al primo mese nella Fossa e si risvegliano al livello 24. Contrariamente a quanto vediamo nel primo film, troviamo una Fossa dove sono presenti delle ‘leggi’ (autoimposte) volte a regolamentare il consumo di cibo, così da farlo arrivare anche ai livelli più bassi.
A dettare tali regole sono gli ‘Unti’, ovvero coloro che hanno conosciuto personalmente il ‘Maestro’ (figura che non compare direttamente nel film ma che ci viene descritta quasi come un ‘Messia’ che è stato in grado di portare legge nella Fossa).
Questi ‘Unti’ (quasi al pari dei profeti religiosi) compongono una setta i cui seguaci sono chiamati ‘Fedeli’ o ‘Leali’ ed hanno il compito di regolamentare l’uso di cibo e impartire durissime punizioni a chi non rispetta tali leggi.
A contrapporsi a questi Unti vi sono invece i 'Barbari', ovvero coloro che non hanno intenzione di rispettare le leggi e vogliono poter mangiare liberamente senza alcun tipo di limite.
Iniziano così dei furibondi scontri tra le due fazioni (gli Unti ed i loro Fedeli contro i Barbari) che porteranno alla distruzione del sistema di leggi e al completo disfacimento dell'ordine nella Fossa.

## Distribuzione
Il film è stato distribuito su Netflix a partire dal 4 ottobre 2024.